# 752 Sulamitis
752 Sulamitis eller 1913 RL är en asteroid i huvudbältet, som upptäcktes den 30 april 1913 av den ryske astronomen Grigorij N. Neujmin vid Simeiz-observatoriet på Krim. Den är uppkallad efter Drottningen av Saba.
Asteroiden har en diameter på ungefär 60 kilometer. Den tillhör och har givit namn åt asteroidgruppen Sulamitis.